# Flagge Kambodschas
Die heutige Flagge Kambodschas wurde erstmals am 29. Oktober 1948 eingeführt, im Oktober 1970 aber durch eine andere ausgetauscht. Am 24. September 1993 wurde das alte Design wieder angenommen, nach Ende der Herrschaft der Roten Khmer und des Bürgerkrieges.

## Beschreibung

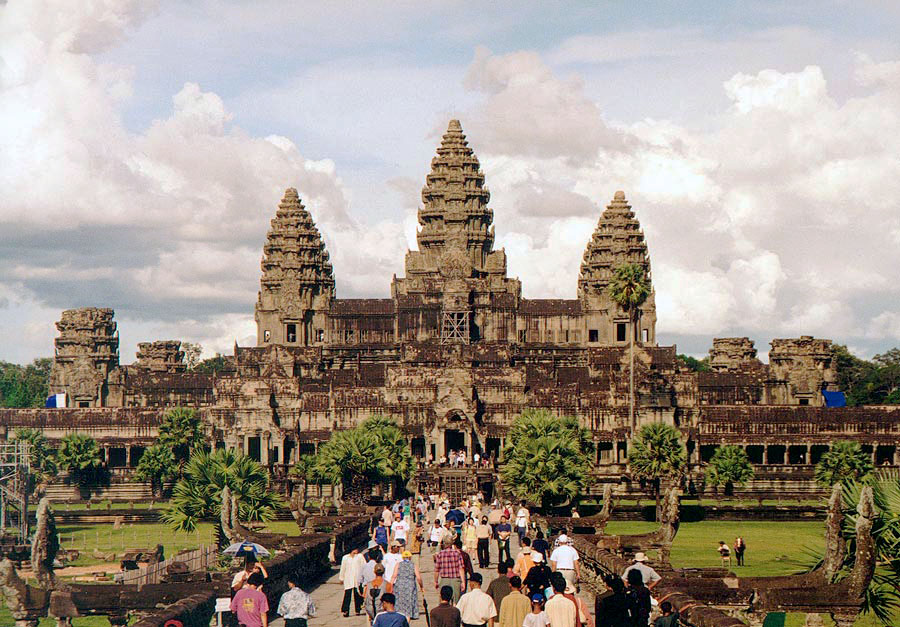
Angkor Wat (2001)

Grundlage der Flagge sind drei horizontale Streifen in Blau, Rot und Blau. Der rote Streifen ist doppelt so breit wie ein blauer Streifen. Im Zentrum zeigt sie in weiß Angkor Wat, die bedeutendste Tempelanlage Kambodschas, etwa 240 km nördlich von Phnom Penh, nahe Siem Reap. Als nationales Symbol findet sich der Tempel auf fast allen Nationalflaggen in der Geschichte Kambodschas.
Blau steht für die Monarchie, Rot für die Nation und Weiß für die Religion, den Buddhismus.

## Geschichte
Die heutige Flagge Kambodschas geht auf einen Entwurf aus der Mitte des 19. Jahrhunderts zurück. Bei der vorherigen Gestaltung unter den Roten Khmer waren die blauen Streifen entfernt worden; die Flagge des „Demokratischen Kampuchea“ zeigte Angkor Wat als goldene Silhouette auf ausschließlich rotem Grund.
Nach dem Sturz der Roten Khmer 1979 durch vietnamesische Truppen zeigte die Flagge eine Silhouette mit fünf Türmen. Während der UN-Verwaltung in Kambodscha zwischen 1991 und 1993 wurde eine an die UN-Flagge angelehnte himmelblaue Flagge mit einer weißen Silhouette des Staatsgebiets und dem Landesnamen darauf gezeigt.

1863–1948
1942–1945 (zur Zeit der japanischen Besatzung)
29. Oktober 1948–1970 und 1975–1976
1970–1975
1976–1979
1979–1989
1989–1991
1992–23. September 1993